# Сретен Дамјановић
Сретен Дамјановић (Београд, 10. октобар 1946) бивши је југословенски и српски рвач грчко-римским стилом. На Светским првенствима освојио је једну златну и две сребрне медаље, а учествовао је на Летњим олимпијским играма 1968. и 1972. Тренутно је тренер успешног српског рвача Давора Штефанека.
Добитник је Златне значке Спорта 1971. године и признања за животно дело Фестивала спортског филма у Чајетини.